# Гросхојбах
Гросхојбах (њем. Großheubach) град је у њемачкој савезној држави Баварска. Једно је од 32 општинска средишта округа Милтенберг. Према процјени из 2010. у граду је живјело 5.101 становника. Посједује регионалну шифру (AGS) 9676125.

## Географски и демографски подаци
Гросхојбах се налази у савезној држави Баварска у округу Милтенберг. Град се налази на надморској висини од 132 метра. Површина општине износи 19,0 km². У самом граду је, према процјени из 2010. године, живјело 5.101 становника. Просјечна густина становништва износи 268 становника/km².